# Jimmy Gooch
Jimmy Gooch, właśc. James Everard Gooch (ur. 16 listopada 1928 w Dagenham, zm. 18 czerwca 2011) – brytyjski żużlowiec.

## Życiorys
Trzykrotny finalista indywidualnych mistrzostw Wielkiej Brytanii (najlepszy wynik: 1965 – VI miejsce). Dziewięciokrotny medalista drużynowych mistrzostw Wielkiej Brytanii: pięciokrotnie złoty (1950, 1951, 1952, 1953, 1964), dwukrotnie srebrny (1954, 1956) oraz dwukrotnie brązowy (1955, 1963). Złoty medalista indywidualnych mistrzostw Niemiec (1949). Srebrny medalista indywidualnych mistrzostw Australii (1966).
Reprezentant Wielkiej Brytanii na arenie międzynarodowej. Brązowy medalista drużynowych mistrzostw świata (Kempten 1965). Finalista indywidualnych mistrzostw świata (Londyn 1965 – XIV miejsce).
W lidze brytyjskiej reprezentant klubów: Wembley Lions (1950–1956), Swindon Robins (1955), Bradford Dukes (1956), Ipswich Witches (1957–1958), New Cross Rangers (1960–1961), Norwich Stars (1962–1963), Oxford Cheetahs (1964–1966), Newport Wasps (1967–1968) oraz Hackney Hawks (1969–1970).